# Europapokal der Landesmeister 1963/64
Der Europapokal der Landesmeister 1963/64 war die 9. Auflage des Wettbewerbs. 31 Klubmannschaften nahmen teil, darunter 30 Landesmeister der vorangehenden Saison und mit dem AC Mailand der Titelverteidiger.
Die Teilnehmer spielten im reinen Pokalmodus mit (bis auf das Finale) Hin- und Rückspielen um die Krone des europäischen Vereinsfußballs. Bei Gleichstand gab es ein Entscheidungsspiel auf neutralem Platz. Bis auf den AC Mailand starteten alle Vereine in der Vorrunde.
Das Finale fand am 27. Mai 1964 im Praterstadion von Wien vor 72.000 Zuschauern statt. Inter Mailand gewann mit 3:1 gegen Real Madrid zum ersten Mal den Pokal. Gemeinsame Torschützenkönige wurden Vladimir (Vladica) Kovačević (FK Partizan Belgrad), Sandro Mazzola (Inter Mailand) und Ferenc Puskás (Real Madrid) mit je sieben Treffern.
Mit Borussia Dortmund, die das Halbfinale erreichte, nahm zum letzten Mal ein im Oberliga-Modus ermittelter Deutscher Meister teil; bis 1974 (Sieg durch den FC Bayern München) kam keine deutsche Mannschaft mehr so weit.

## Vorrunde
Die Hinspiele fanden vom 10. bis 25. September, die Rückspiele vom 25. September bis 9. Oktober 1963 statt.
|                      | Gesamt |                      | Hinspiel | Rückspiel |
| -------------------- | ------ | -------------------- | -------- | --------- |
| Dundalk FC           | 2:4    | FC Zürich            | 0:3      | 2:1       |
| FK Partizan Belgrad  | 6:1    | Anorthosis Famagusta | 3:0      | 3:1       |
| Lyn Oslo             | 3:7    | Borussia Dortmund    | 2:4      | 1:3       |
| FK Partizani Tirana  | 2:3    | Spartak Plowdiw      | 1:0      | 1:3       |
| Galatasaray Istanbul | 4:2    | Ferencváros Budapest | 4:0      | 0:2       |
| FK Dukla Prag        | 8:0    | FC Valletta          | 6:0      | 2:0       |
| Dinamo Bukarest      | 3:0    | SC Motor Jena        | 2:0      | 1:0       |
| FC Everton           | 0:1    | Inter Mailand        | 0:0      | 0:1       |
| Górnik Zabrze        | 1:1    | FK Austria Wien      | 1:0      | 0:1       |
| AS Monaco            | 8:3    | AEK Athen            | 7:2      | 1:1       |
| Lisburn Distillery   | 3:8    | Benfica Lissabon     | 3:3      | 0:5       |
| Standard Lüttich     | 1:2    | IFK Norrköping       | 1:0      | 0:2       |
| Esbjerg fB           | 04:11  | PSV Eindhoven        | 3:4      | 1:7       |
| Glasgow Rangers      | 0:7    | Real Madrid          | 0:1      | 0:6       |
| Haka Valkeakoski     | 4:5    | Jeunesse Esch        | 4:1      | 0:4       |

### Entscheidungsspiel
Das Spiel fand am 9. Oktober 1963 statt.
|                 | Ergebnis |               |
| --------------- | -------- | ------------- |
| FK Austria Wien | 1:2      | Górnik Zabrze |

## 1. Runde
Die Hinspiele fanden vom 6. bis 27. November, die Rückspiele vom 18. November bis 4. Dezember 1963 statt.
|                  | Gesamt |                      | Hinspiel | Rückspiel |
| ---------------- | ------ | -------------------- | -------- | --------- |
| Benfica Lissabon | 2:6    | Borussia Dortmund    | 2:1      | 0:5       |
| Dinamo Bukarest  | 4:8    | Real Madrid          | 1:3      | 3:5       |
| Górnik Zabrze    | 3:4    | FK Dukla Prag        | 2:0      | 1:4       |
| Spartak Plowdiw  | 0:1    | PSV Eindhoven        | 0:1      | 0:0       |
| FC Zürich        | 2:2    | Galatasaray Istanbul | 2:0      | 0:2       |
| Jeunesse Esch    | 4:7    | FK Partizan Belgrad  | 2:1      | 2:6       |
| Inter Mailand    | 4:1    | AS Monaco            | 1:0      | 3:1       |
| IFK Norrköping   | 3:6    | AC Mailand           | 1:1      | 2:5       |

### Entscheidungsspiel
Das Spiel fand am 11. Dezember 1963 statt.
|           | Ergebnis      |                      |
| --------- | ------------- | -------------------- |
| FC Zürich | (M) 2:2 n. V. | Galatasaray Istanbul |

## Viertelfinale
Die Hinspiele fanden vom 29. Januar bis 4. März, die Rückspiele vom 13. Februar bis 18. März 1964 statt.
|                     | Gesamt |                   | Hinspiel | Rückspiel |
| ------------------- | ------ | ----------------- | -------- | --------- |
| Real Madrid         | 4:3    | AC Mailand        | 4:1      | 0:2       |
| FK Partizan Belgrad | 1:4    | Inter Mailand     | 0:2      | 1:2       |
| PSV Eindhoven       | 2:3    | FC Zürich         | 1:0      | 1:3       |
| FK Dukla Prag       | 3:5    | Borussia Dortmund | 0:4      | 3:1       |

## Halbfinale
Die Hinspiele fanden vom 15. bis 22. April, die Rückspiele vom 29. April bis 7. Mai 1964 statt.
|                   | Gesamt |               | Hinspiel | Rückspiel |
| ----------------- | ------ | ------------- | -------- | --------- |
| Borussia Dortmund | 2:4    | Inter Mailand | 2:2      | 0:2       |
| FC Zürich         | 1:8    | Real Madrid   | 1:2      | 0:6       |

## Finale
| Inter Mailand                             | Inter Mailand | Real Madrid | Real Madrid |
| ----------------------------------------- | --- | --- | ----------- |
| Inter Mailand                             | \| Finale \| \| 27. Mai 1964 in Wien (Praterstadion) \| \| Ergebnis: 3:1 (1:0) \| \| Zuschauer: 72.000 \| \| Schiedsrichter: Josef Stoll ( Österreich) \|                                                             | \| Finale \| \| 27. Mai 1964 in Wien (Praterstadion) \| \| Ergebnis: 3:1 (1:0) \| \| Zuschauer: 72.000 \| \| Schiedsrichter: Josef Stoll ( Österreich) \|                        | Real Madrid |
| Inter Mailand                             | Giuliano Sarti – Tarcisio Burgnich, Aristide Guarneri, Giacinto Facchetti – Carlo Tagnin, Armando Picchi – Jair, Sandro Mazzola, Aurelio Milani, Luis Suárez, Mario Corso Cheftrainer: Helenio Herrera ( Argentinien) | José Vicente Train – Isidro, José Santamaría, Pachín – Ignacio Zoco, Lucien Muller – Amancio, Felo, Alfredo Di Stéfano, Ferenc Puskás, Francisco Gento Cheftrainer: Miguel Muñoz | Real Madrid |
| Inter Mailand                             | 1:0 Sandro Mazzola (43.) 2:0 Aurelio Milani (62.) 3:1 Sandro Mazzola (76.) | 2:1 Felo (69.) | Real Madrid |
| Finale                                    | | |             |
| 27. Mai 1964 in Wien (Praterstadion)      | | |             |
| Ergebnis: 3:1 (1:0)                       | | |             |
| Zuschauer: 72.000                         | | |             |
| Schiedsrichter: Josef Stoll ( Österreich) | | |             |

## Beste Torschützen
| Rang | Spieler            | Klub                 | Tore |
| ---- | ------------------ | -------------------- | ---- |
| 1    | Vladimir Kovačević | Partizan Belgrad     | 7    |
|      | Sandro Mazzola     | Inter Mailand        | 7    |
|      | Ferenc Puskás      | Real Madrid          | 7    |
| 4    | Franz Brungs       | Borussia Dortmund    | 6    |
|      | Reinhold Wosab     | Borussia Dortmund    | 6    |
| 6    | Alfredo Di Stéfano | Real Madrid          | 5    |
|      | Josef Jelínek      | Dukla Prag           | 5    |
|      | Rudolf Kučera      | Dukla Prag           | 5    |
|      | Pierre Kerkhoffs   | PSV Eindhoven        | 5    |
|      | Metin Oktay        | Galatasaray Istanbul | 5    |
| 11   | José Altafini      | AC Mailand           | 4    |
|      | Lucien Cossou      | AS Monaco            | 4    |
|      | Eusébio            | Benfica Lissabon     | 4    |
|      | Milan Galić        | Partizan Belgrad     | 4    |
|      | Jair da Costa      | Inter Mailand        | 4    |
|      | Timo Konietzka     | Borussia Dortmund    | 4    |
|      | Marcel Theis       | Jeunesse Esch        | 4    |
|      | Bert Theunissen    | PSV Eindhoven        | 4    |